# Ołeksij Byczenko
Ołeksij Jurijowycz Byczenko, Alexei Bychenko (ukr. Олексій Юрійович Биченко; ur. 5 maja 1988 w Kijowie) – ukraiński łyżwiarz figurowy reprezentujący Izrael, startujący w konkurencji solistów. Trzykrotny uczestnik igrzysk olimpijskich (2014, 2018, 2022), wicemistrz Europy (2016) oraz dwukrotny mistrz Izraela (2016, 2018).

## Osiągnięcia

### Izrael
| Zawody                      | 11–12          | 12–13          | 13–14          | 14–15          | 15–16          | 16–17          | 17–18          | 18–19          | 19–20          | 20–21          | 21–22          |                |                |                |                |                |                |
| Międzynarodowe              | Międzynarodowe | Międzynarodowe | Międzynarodowe | Międzynarodowe | Międzynarodowe | Międzynarodowe | Międzynarodowe | Międzynarodowe | Międzynarodowe | Międzynarodowe | Międzynarodowe | Międzynarodowe | Międzynarodowe | Międzynarodowe | Międzynarodowe | Międzynarodowe | Międzynarodowe |
| --------------------------- | -------------- | -------------- | -------------- | -------------- | -------------- | -------------- | -------------- | -------------- | -------------- | -------------- | -------------- | -------------- | -------------- | -------------- | -------------- | -------------- | -------------- |
| Zimowe igrzyska olimpijskie |                |                | 21             |                |                |                | 11             |                |                |                | 26             |                |                |                |                |                |                |
| Mistrzostwa świata          | 29             | 31             | 15             | 17             | 13             | 10             | 4              | 22             | C              | 24             |                |                |                |                |                |                |                |
| Mistrzostwa Europy          | 22             | 14             | 10             | 4              | 2              | 5              | 5              | 9              | 12             |                |                |                |                |                |                |                |                |
| GP Cup of China             |                |                |                | 7              |                |                |                |                |                |                |                |                |                |                |                |                |                |
| GP NHK Trophy               |                |                |                |                |                | 4              | 3              |                | 11             |                |                |                |                |                |                |                |                |
| GP Rostelecom Cup           |                |                |                |                | 10             | 3              |                |                |                |                |                |                |                |                |                |                |                |
| GP Skate America            |                |                |                | 11             | 12             |                |                | 9              | 7              | 6              |                |                |                |                |                |                |                |
| GP Internationaux de France |                |                |                |                |                |                | 5              |                |                |                |                |                |                |                |                |                |                |
| GP Grand Prix Helsinki      |                |                |                |                |                |                |                | 9              |                |                |                |                |                |                |                |                |                |
| CS Asian Open Trophy        |                |                |                |                |                |                |                |                | 4              |                |                |                |                |                |                |                |                |
| CS Finlandia Trophy         |                |                |                | 5              |                | 7              |                | WD             |                |                |                |                |                |                |                |                |                |
| CS Golden Spin of Zagreb    |                |                |                |                |                | 1              | 2              | 10             | 8              |                | 13             |                |                |                |                |                |                |
| CS Memoriał Ondreja Nepeli  |                |                |                |                |                |                |                | WD             |                |                |                |                |                |                |                |                |                |
| CS Minsk-Arena Ice Star     |                |                |                |                |                |                | 6              |                |                |                |                |                |                |                |                |                |                |
| CS Nebelhorn Trophy         |                |                |                | 7              |                |                |                |                | 3              |                |                |                |                |                |                |                |                |
| CS Warsaw Cup               |                |                |                |                |                |                |                |                |                |                | 6              |                |                |                |                |                |                |
| U.S. International Classic  |                | 14             | 9              |                |                |                |                |                |                |                |                |                |                |                |                |                |                |
| Nebelhorn Trophy            |                | 15             | 5              |                |                |                |                |                |                |                |                |                |                |                |                |                |                |
| Tallinn Trophy              |                |                |                | 1              |                |                |                |                |                |                |                |                |                |                |                |                |                |
| Golden Spin Zagrzeb         | 8              | 5              | 4              |                |                |                |                |                |                |                |                |                |                |                |                |                |                |
| Ice Challenge               |                | 13             |                |                |                |                |                |                |                |                |                |                |                |                |                |                |                |
| Bavarian Open               |                | 5              |                |                |                |                |                |                |                |                |                |                |                |                |                |                |                |
| Cup of Tyrol                |                |                |                |                |                | 2              |                |                |                |                |                |                |                |                |                |                |                |
| Mentor Toruń Cup            |                |                |                |                | 1              |                |                |                |                |                |                |                |                |                |                |                |                |
| Open Ice Mall Cup           |                |                |                |                |                |                |                | 2              |                |                |                |                |                |                |                |                |                |
| International Challenge Cup |                |                |                |                |                |                |                |                | 6              |                |                |                |                |                |                |                |                |
| Krajowe                     |                |                |                |                |                |                |                |                |                |                |                |                |                |                |                |                |                |
| Mistrzostwa Izraela         |                |                |                | 2              | 1              | 2              | 1              | 2              | 3              |                |                |                |                |                |                |                |                |
| Zawody drużynowe            |                |                |                |                |                |                |                |                |                |                |                |                |                |                |                |                |                |
| Japan Open                  |                |                |                |                |                |                | 1 T 6 P        |                |                |                |                |                |                |                |                |                |                |

### Ukraina
| Zawody                                | 02–03          | 03–04          | 04–05          | 05–06          | 06–07          | 07–08          | 08–09          | 09–10          |                |                |                |                |                |                |                |                |                |
| Międzynarodowe                        | Międzynarodowe | Międzynarodowe | Międzynarodowe | Międzynarodowe | Międzynarodowe | Międzynarodowe | Międzynarodowe | Międzynarodowe | Międzynarodowe | Międzynarodowe | Międzynarodowe | Międzynarodowe | Międzynarodowe | Międzynarodowe | Międzynarodowe | Międzynarodowe | Międzynarodowe |
| ------------------------------------- | -------------- | -------------- | -------------- | -------------- | -------------- | -------------- | -------------- | -------------- | -------------- | -------------- | -------------- | -------------- | -------------- | -------------- | -------------- | -------------- | -------------- |
| Crystal Skate of Romania              |                |                |                |                |                | 3              | 2              | 4              |                |                |                |                |                |                |                |                |                |
| International Cup of Nice             |                |                |                |                |                | 11             |                |                |                |                |                |                |                |                |                |                |                |
| Finlandia Trophy                      |                |                |                |                |                |                | 11             |                |                |                |                |                |                |                |                |                |                |
| Memoriał Ondreja Nepeli               |                |                |                |                |                |                |                | 8              |                |                |                |                |                |                |                |                |                |
| Skate Israel                          |                |                |                | 6              |                |                |                |                |                |                |                |                |                |                |                |                |                |
| Zimowa Uniwersjada                    |                |                |                |                | 29             |                |                |                |                |                |                |                |                |                |                |                |                |
| Międzynarodowe: Kategorie młodzieżowe |                |                |                |                |                |                |                |                |                |                |                |                |                |                |                |                |                |
| JGP w Andorze                         |                |                |                | 15             |                |                |                |                |                |                |                |                |                |                |                |                |                |
| JGP w Chorwacji                       |                |                |                | 10             |                |                |                |                |                |                |                |                |                |                |                |                |                |
| JGP w Czechach                        |                | 22             |                |                |                |                |                |                |                |                |                |                |                |                |                |                |                |
| JGP na Tajwanie                       |                |                |                |                | 8              |                |                |                |                |                |                |                |                |                |                |                |                |
| JGP na Ukrainie                       |                |                | 19             |                |                |                |                |                |                |                |                |                |                |                |                |                |                |
| Krajowe                               |                |                |                |                |                |                |                |                |                |                |                |                |                |                |                |                |                |
| Mistrzostwa Ukrainy                   | 4 J            | 4 J            | 2 J            |                | 2              | 2              |                | 3              |                |                |                |                |                |                |                |                |                |